# Volkmar Böhme
Volkmar Böhme (* 25. Februar 1944)  ist ein ehemaliger deutscher Gewerkschafter. Er war Vorsitzender des Bezirksvorstandes Schwerin des Freien Deutschen Gewerkschaftsbundes (FDGB).

## Leben
Böhme erlernte den Beruf des Installateurs. Er trat der SED bei und qualifizierte sich 1972 an der Gewerkschaftshochschule „Fritz Heckert“ in Bernau bei Berlin zum Diplom-Gesellschaftswissenschaftler. Als Mitglied des Bundesvorstandes des FDGB und Beauftragter des Bundesvorstandes und Vorsitzender der Betriebsgewerkschaftsleitung (BGL) am Erdgasleitungsbau UdSSR in Stryj wurde Böhme im Juni 1985 mit dem Orden „Banner der Arbeit“ Stufe II ausgezeichnet.
Von 1985 bis 1987 fungierte er zunächst als stellvertretender Vorsitzender, dann von 1987 bis 1990 als Vorsitzender des Bezirksvorstandes der Industriegewerkschaft Bau-Holz Schwerin. 1990 war er kurzzeitig Vorsitzender des FDGB-Bezirksvorstandes Schwerin und leitete ab März 1990 die Bezirksgeschäftsstelle Schwerin des FDGB.

## Schriften
- (zusammen mit Manfred du Maire): Prinzipien und Wirkungsweise der mündlichen und schriftlichen Informationen bei der Führung und Organisierung des sozialistischen Wettbewerbs zur Lösung der Hauptaufgabe des Fünfjahrplanes 1971–1975 in den Abteilungsgewerkschaftsorganisationen sozialistischer Industriebetriebe. Bernau, Gewerkschaftshochschule 1972 (Diplomarbeit).